# Hans Knauß
Hans Knauß (Schladming, 9 febbraio 1971) è un ex sciatore alpino austriaco.
Atleta in grado di gareggiare in tutte le specialità, fu uno dei protagonisti della squadra austriaca che dominò il Circo bianco dalla metà degli anni 1990 agli inizi degli anni 2000; nel suo palmarès vanta fra l'altro una medaglia olimpica, due iridate e sette successi in Coppa del Mondo fra discesa libera, supergigante e slalom gigante. La sua carriera agonistica terminò bruscamente nel 2004 in seguito alla squalifica di diciotto mesi comminatagli dalla FIS per uso di sostanze dopanti.
È fratello di Bernhard, a sua volta sciatore alpino di alto livello.

## Biografia

### Carriera sciistica

#### Stagioni 1988-1996
Knauß debuttò in campo internazionale in occasione dei Mondiali juniores disputati a Madonna di Campiglio nel gennaio del 1988; in Coppa del Mondo ottenne il primo piazzamento di rilievo il 28 novembre 1992 sulle nevi di Sestriere, arrivando 28º in slalom gigante. Esordì ai Giochi olimpici invernali a Lillehammer 1994, classificandosi 20º nel supergigante e non completando la combinata, e nella stessa stagione conquistò il suo primo podio in Coppa del Mondo, giungendo 3º in supergigante a Vail il 17 marzo.
Il 17 dicembre 1995 si aggiudicò la prima vittoria nel massimo circuito internazionale sul difficile tracciato dello slalom gigante della Gran Risa in Alta Badia; ai successivi Mondiali della Sierra Nevada, suo esordio iridato, Knauß si classificò 16º nella discesa libera, 9º nel supergigante e non terminò lo slalom gigante. A fine stagione in Coppa del Mondo risultò 2º nella classifica di supergigante, superato dal norvegese Atle Skårdal di 45 punti.

#### Stagioni 1997-2002
Ai Mondiali di Sestriere 1997 fu 4º nel supergigante e 7º nello slalom gigante; l'anno dopo partecipò ai XVIII Giochi olimpici invernali di Nagano 1998, aggiudicandosi la medaglia d'argento nel supergigante e piazzandosi 4º nello slalom gigante. Anche quell'anno in Coppa del Mondo fu 2º nella classifica di supergigante, battuto dal compagno di squadra Hermann Maier per 144 punti.
Il 23 gennaio 1999 vinse la prestigiosa discesa libera della Streif di Kitzbühel e nello stesso anno ai Mondiali di Vail/Beaver Creek ottenne la medaglia di bronzo nel supergigante e si piazzò al 4º posto nella discesa libera. Ai XIX Giochi olimpici invernali di Salt Lake City 2002, suo congedo olimpico, Knauß non completò la prova di slalom gigante.

#### Stagioni 2003-2005
Il 14 gennaio 2003 vinse l'impegnativo slalom gigante della Chuenisbärgli di Adelboden; nel seguito della stagione vinse la medaglia d'argento nello slalom gigante ai Mondiali di Sankt Moritz, sua ultima presenza iridata, e la sua ultima gara in carriera in Coppa del Mondo, lo slalom gigante disputato a Lillehammer Hafjell il 15 marzo. Il 20 dicembre 2003 salì per ultima volta sul podio nel circuito piazzandosi 3º nella discesa libera della Val Gardena.
La sua ultima gara in carriera fu il supergigante di Coppa del Mondo disputato il 17 dicembre 2004 in Val Gardena, nel quale si piazzò al 6º posto. Tale piazzamento però, come tutti quelli ottenuti a partire dalla discesa libera di Lake Louise del 27 novembre precedente, fu annullato: Knauß risultò infatti positivo a un controllo antidoping effettuato dopo la gara di Lake Louise, poiché aveva assunto nandrolone. Sospeso dal 18 dicembre 2004, lo sciatore subì in seguito una squalifica di diciotto mesi da parte della Federazione Internazionale Sci, confermata anche Tribunale Arbitrale dello Sport di Losanna. Non tornò più alle gare.

### Altre attività

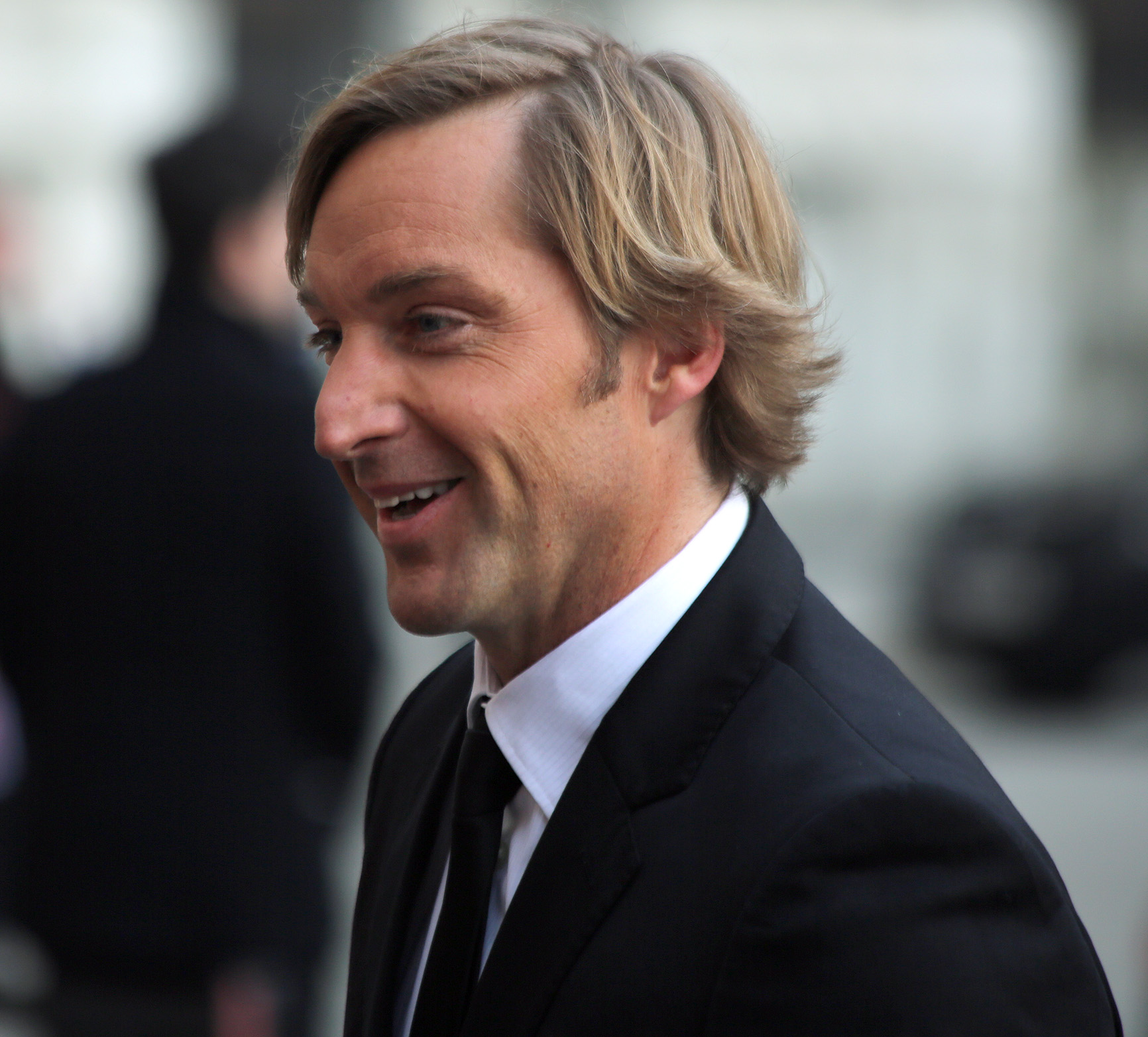
Hans Knauß nel 2013

Dal 2005 Knauß collabora come commentatore sportivo con la televisione austriaca ORF. Dal 2006 prende saltuariamente parte ad alcune gare automobilistiche in diverse serie.

## Palmarès

### Olimpiadi
- 1 medaglia:
  - 1 argento (supergigante a Nagano 1998)

### Mondiali
- 2 medaglie:
  - 1 argento (slalom gigante a Sankt Moritz 2003)
  - 1 bronzo (supergigante a Vail/Beaver Creek 1999)

### Coppa del Mondo
- Miglior piazzamento in classifica generale: 5º nel 1998 e nel 1999
- 27 podi (4 in discesa libera, 10 in supergigante, 12 in slalom gigante, 1 in combinata):
  - 7 vittorie (1 in discesa libera, 3 in supergigante, 3 in slalom gigante)
  - 6 secondi posti
  - 14 terzi posti

#### Coppa del Mondo - vittorie
| Data             | Località              | Paese    | Specialità |
| ---------------- | --------------------- | -------- | ---------- |
| 17 dicembre 1995 | Alta Badia            | Italia   | GS         |
| 23 gennaio 1996  | Valloire              | Francia  | SG         |
| 16 dicembre 1996 | Val-d'Isère           | Francia  | SG         |
| 8 marzo 1998     | Lillehammer Kvitfjell | Norvegia | SG         |
| 23 gennaio 1999  | Kitzbühel             | Austria  | DH         |
| 14 gennaio 2003  | Adelboden             | Svizzera | GS         |
| 15 marzo 2003    | Lillehammer Hafjell   | Norvegia | GS         |

Legenda:

DH = discesa libera

SG = supergigante

GS = slalom gigante

### Coppa Europa
- Miglior piazzamento in classifica generale: 6º nel 1993

### South American Cup
- 2 podi:
  - 1 vittoria
  - 1 secondo posto

#### South American Cup - vittorie
| Data           | Località    | Paese | Specialità |
| -------------- | ----------- | ----- | ---------- |
| 28 agosto 1994 | El Colorado | Cile  | SG         |

Legenda:

SG = supergigante

### Campionati austriaci
- 4 medaglie[10]:
  - 2 ori (slalom gigante nel 1994; slalom gigante nel 1997)
  - 1 argento (combinata nel 1992)
  - 1 bronzo (supergigante nel 1992)

### Campionati austriaci juniores
- 1 medaglia[10]:
  - 1 bronzo (combinata nel 1989)